# Кинопанорама
Кинопанорама — советская панорамная кинематографическая система, использовавшая для съёмки и проекции изображения три 35-мм киноплёнки. Разработана в московском Научно-исследовательском кинофотоинституте (НИКФИ) на основе американской системы «Cinerama» под руководством Евсея Голдовского и введена в эксплуатацию в 1957 году. Первоначальное название «Панорама» через год было заменено на более информативное. В странах, где демонстрировались советские фильмы, снятые по этой системе (Куба, Греция, Норвегия и Швеция), она называлась Soviet Cinerama. Во время проката фильмов «Кинопанорамы» в Нью-Йорке в 1958 году использовался бренд Cinepanorama.
В отличие от обычных систем кинематографа, изображение «Кинопанорамы» заполняло экран, угловые размеры которого превосходят поле зрения человека. При съёмке охватывалось пространство не только перед камерой, но и по бокам от киносъёмочного аппарата, обеспечивая панорамный обзор. В результате границы кадра становились практически незаметны зрителям, усиливая эффект присутствия.

## Технология съёмки
Основные технические параметры были выбраны близкими к американской системе для возможности международного обмена фильмами. Съёмка проводилась тремя объективами, каждый из которых охватывал свою часть пространства. Для этого использовались киносъёмочные аппараты трёх различных конструкций. Основным считался аппарат «СКП-1» завода «Москинап», который конструктивно повторял американский прототип, разработанный для системы «Синерама». Он состоял из трёх синхронизированных лентопротяжных трактов для трёх киноплёнок. Изображения на плёнках строили три объектива с фокусным расстоянием 27 мм, каждый из которых обеспечивал горизонтальный угол поля зрения 50°. Угол между оптическими осями объективов камеры составлял 48° с таким расчётом, чтобы получаемые изображения обеспечивали взаимное перекрытие в пределах 2°. Фильмовые каналы для киноплёнок были расположены таким образом, чтобы оптические оси объективов пересекались в одной точке перед камерой. В итоге киноплёнка и объектив, расположенные слева, были повернуты вправо и снимали правую часть общей картины. На правую плёнку снималась левая часть панорамного изображения, а на среднюю — центральная.
Система оснащалась общим обтюратором, расположенным в точке пересечения оптических осей объективов перед камерой. Это обеспечивало одновременное экспонирование всех трёх плёнок. Для точной фокусировки аппарат был оснащён тремя лупами сквозного визирования, каждая из которых позволяла видеть изображение, даваемое одним из объективов. Общая кадрировка выполнялась приставным телескопическим визиром с горизонтальным углом охвата 150°. Шаг кадра в 6 перфораций в полтора раза превосходил стандартный. В результате размер кадрика на каждой из трёх плёнок составлял 25,4 мм в ширину и 28,3 мм в высоту, что давало огромную суммарную площадь негатива 2099,8 мм², превосходящую любой широкоформатный кадр, за исключением IMAX. Изображения с трёх киноплёнок совмещались только на экране, давая горизонтальный угол обзора в 146°, превосходящий человеческое поле зрения, включая периферийное. Недостаток этой камеры, как и её американского прототипа, заключался в невозможности съёмки крупных планов.
Более совершенным был аппарат конструкции Н. Бернштейна «ПСО-1960», выпуск которого был начат тем же заводом в 1959 году. Первым отснятым фильмом стала полнометражная картина «Озорные повороты» киностудии «Таллинфильм». Камера была рассчитана не на три, а на одну специальную киноплёнку шириной 105 мм с шестью рядами перфорации. После лабораторной обработки такая киноплёнка могла быть разрезана на три обычных 35-мм. Достоинством технологии была возможность одновременных проявки и контактной печати всех трёх частей кадра, обеспечивавших идентичные плотность и цветопередачу. Для этого были разработаны специальные проявочная машина и кинокопировальный аппарат «23ЛТК—1». Кроме того, упрощался монтаж фильма. Была также предусмотрена возможность использования в камере трёх 35-мм киноплёнок вместо одной 105-мм.
Благодаря расположению в аппарате «ПСО» всех трёх кадровых окон в одной плоскости, оптические оси соответствующих объективов в пространстве изображений параллельны. Необходимые углы в пространстве предметов обеспечивались призменными насадками, объединёнными с объективами в неразборный оптический блок.
Такая конструкция позволила использовать объективы с фокусными расстояниями, отличающимися от стандартных 27 мм, устанавливая соответствующие углы между их оптическими осями призмами нужной формы.
Возможность съёмки сменными оптическими блоками с разной крупностью плана была уникальна для панорамного кино. Набор блоков аппарата «ПСО» включал фокусные расстояния 27, 35, 50, 75 и 100 мм. Каждый блок также содержал объективы визирного устройства, расположенные под соответствующими съёмочными объективами вторым рядом. Поле зрения вспомогательных объективов совпадало с полем зрения съёмочных, а система зеркал направляла от них свет в видоискатель. Благодаря этому достигалось практически беспараллаксное кадрирование, недоступное в американских аппаратах «Синерамы».
Ещё одним достоинством была возможность фокусировки, контролируемой на матовом стекле визира, в то время как объективы американских камер неподвижно устанавливались на заводе на гиперфокальное расстояние. Дисковый обтюратор с переменным углом раскрытия располагался за объективами с таким расчётом, чтобы кромка его лопасти была параллельна линии кадровых окон, обеспечивая одновременную экспозицию. Ещё одна технология съёмки, предусматривающая использование трёх обычных киносъёмочных аппаратов, смонтированных под соответствующими углами на общей раме, позднее использовалась и в американской системе «Синемирэкл». Крайние камеры были обращены внутрь и снимали через зеркала, установленные под соответствующими углами. В СССР эта технология не получила распространения, уступив место аппаратам «СКП-1», а затем — «ПСО». Независимо от технологии съёмки, использовался общий способ маскировки стыков трёх изображений на экране кинотеатра: для этого в зоне нахлёста смежных кадров на фильмокопиях впечатывался оптический клин. Это оказалось проще и эффективнее подвижных гребёнок в кадровом окне кинопроекторов «Синерамы».
Удачным компромиссом стала частота съёмки и проекции 25 кадров в секунду, позволявшая без заметных искажений движения демонстрировать фильмы «Кинопанорамы» за рубежом в залах «Синерамы» с частотой проекции 26 кадров в секунду, а также печатать оптическим способом стандартные 70-мм широкоформатные и 35-мм широкоэкраные копии фильмов, рассчитанные на частоту 24 кадра в секунду. Небольшое изменение скорости проекции в ту или иную сторону было незаметно большинству зрителей. Звуковое сопровождение записывалось на отдельную 35-мм магнитную ленту и содержало девять каналов звука, четыре из которых эффектные. Кроме пяти заэкранных громкоговорителей в зале размещались ещё четыре группы акустических систем на стенах и потолке. Таким образом, готовый фильм состоял из трёх киноплёнок и одной магнитной ленты.

## Демонстрация фильмов
Проекция происходила при помощи трёх кинопроекторов КПП-2 или КПП-3 «Киев», расположенных в соответствии с ориентацией съёмочных объективов камеры. При этом средний из проекторов заполнял изображением центральную часть изогнутого цилиндрического экрана и был установлен, как в обычных кинотеатрах. Два других проектора располагались справа и слева от центрального и их оптические оси были повёрнуты на 48° по отношению к главному аппарату. В результате, левый проектор, повёрнутый вправо, проецировал свою часть кадра на правую часть экрана, а правый — на левую. Световые потоки всех трёх кинопроекторов складывались, обеспечивая отличную яркость. Важным отличием от «Синерамы» было использование вместо трёх кинопроекторов шести, позволявших осуществлять демонстрацию двумя постами без ограничения длительности фильма. В американской системе использовались большие рулоны фильмокопии длиной 2400—2500 метров, демонстрирующиеся непрерывно. При этом угольная дуга каждого кинопроектора работала в экономичном режиме, чтобы её электродов хватило на всю продолжительность картины в 50—55 минут. В «Кинопанораме», благодаря непродолжительной работе каждого поста, использовался форсированный режим горения, обеспечивающий мощную светоотдачу. Синхронизация трёх кинопроекторов и фильмфонографа «ФФП-9М» с магнитной лентой осуществлялась питанием синхронных электродвигателей от общей сети переменного тока. Плавный старт механизмов обеспечивался электрической системой «Ротасин».
Для демонстрации фильмов по этой технологии в Москве и Киеве открылись кинотеатры, строительство которых окончено в 1958 году. Самую широкую известность получил московский кинотеатр «Мир» на Цветном бульваре рядом с известным цирком. На момент открытия 28 февраля 1958 года он был крупнейшим в Европе, длина дуги экрана составляла 30,6 м. Здание, возведённое в 1881 году для демонстрации панорамных инсталляций, было перестроено с учётом технологических требований «Кинопанорамы». Зал вмещал 1220 зрителей, а его экран с мест в первых рядах имел видимые угловые размеры 146° по горизонтали и 55° по вертикали. В трёх разных аппаратных размещались шесть кинопроекторов для трёхплёночной проекции, а в центральной были дополнительно установлены два обычных, обеспечивающих одноплёночный показ. Управление велось централизованно с пульта в зале. Для воспроизведения объёмного звука в разных местах кинозала были смонтированы в общей сложности 120 громкоговорителей. На первом киносеансе демонстрировался кинофильм «Широка страна моя», снятый под руководством Романа Кармена к 40-летней годовщине Октябрьской революции.
Экраны первых советских панорамных кинотеатров были аналогичны экранам американской «Синерамы», и их края для предотвращения самозасветки выполнялись из узких вертикальных полос шириной около 2 сантиметров. Цельная часть таких экранов занимала одну треть от общей дуги. Однако позднее в целях упрощения конструкции и уменьшения видимости полосатой структуры составные боковые части начали уменьшать, а затем вообще отказались от них. Этого удалось добиться спрямлением экрана, увеличив радиус его дуги в 1,4 раза, и практически исключив самозасветку. Благодаря этому все кинопроекторы стали располагать вместо трёх отдельных аппаратных в одной общей.
Кроме Москвы кинотеатры для трёхплёночной кинопроекции были построены ещё в нескольких городах СССР. Самыми крупными, помимо московского, считались залы в Ленинграде на 1120 и в Киеве на 540 мест. В 1959 году советской проекционной и звуковоспроизводящей аппаратурой был оснащён кинотеатр в Париже, где два года демонстрировался панорамный фильм «Два часа в СССР» (фр. Deux heures en URSS). После 1966 года съёмки трёхплёночными камерами были прекращены из-за своей сложности и распространения широкоформатного кино. Фильмы для кинотеатров «Кинопанорамы» снимались на одну 70-мм киноплёнку и перепечатывались на три плёнки панорамных фильмокопий. Это отражало общемировую тенденцию отказа от панорамных технологий в пользу широкоформатных, поскольку главные недостатки трёхплёночных фильмов — заметность стыков между изображениями и технологические ограничения — оказались неустранимы. После прекращения эксплуатации панорамных киносистем все кинотеатры были перепрофилированы в широкоформатные. Последний киносеанс по системе «Кинопанорама» состоялся 6 января 1966 года в московском кинотеатре «Мир».

## Возрождение «Кинопанорамы»
После многих лет забвения советская киносистема была возрождена в 1993 году австралийской компанией Fifth Continent Movie Classics in Australia, которая с помощью специалистов НИКФИ восстановила киносъёмочный аппарат «ПСО-1960» и сняла им несколько видовых картин. Тестовый фильм, созданный российско-австралийской съёмочной группой, позднее демонстрировался под названием «Целомудрие, правда и „Кинопанорама“», пародирующим название кинодрамы Содерберга «Секс, ложь и видео». В 1995 году этим же оборудованием снят короткометражный фильм «Баунти» (англ. The Bounty).. 

### Фильмография
За время эксплуатации киносистемы с её помощью были отсняты такие фильмы как:
- «Широка страна моя» (1958, ЦСДФ, документальный)
- «Волшебное зеркало» (1958, ЦСДФ, документальный)
- «Час неожиданных путешествий» (1960, документальный)
- «Цирковое представление» (1961, документальный)
- «На Красной Площади» (1961, документальный)
- «В Антарктику за китами» (1961, документальный)
- «СССР с открытым сердцем» (1961, ЦСДФ — «Мосфильм», фильм-концерт)
- «Удивительная охота» (1961, «Моснаучфильм»)
- «Озорные повороты» (1961, «Таллинфильм»)
- «Течёт Волга» (1963, Киностудия имени М. Горького)
- «Зимние этюды» (1963, Киностудия имени М. Горького, фильм-концерт)

Фильм «The Mother Lode», производство которого запущено в Австралии в 2003 году, так и не был завершён. В первые годы эксплуатации советской широкоформатной киносистемы часть тиражей фильмов, отснятых на 70-мм негатив, печаталась в трёхплёночном варианте для демонстрации в панорамных кинотеатрах, чтобы скомпенсировать недостаток широкоформатных киноустановок. Известны 9 фильмов, отпечатанных как на широкоформатном, так и на панорамном позитивах:
- «Повесть пламенных лет» (1960, «Мосфильм»)
- «Суд сумасшедших» (1961, «Мосфильм»)
- «Закон Антарктиды» (1962, Киностудия им. Довженко)
- «Крепостная актриса» (1963, «Ленфильм»)
- «На подводных скутерах» (1963, ЦСДФ)
- «Оптимистическая трагедия» (1963, «Мосфильм»)
- «Спящая красавица» (1964, Ленфильм)
- «Секрет успеха» (1965, «Мосфильм»)
- «Дельфины приходят к людям» (1966, ЦСДФ).

Фильмы «Крепостная актриса», «На подводных скутерах» и «Дельфины приходят к людям» отсняты по системе «Кинопанорама-70», которая отличалась от обычной широкоформатной анаморфированием с коэффициентом 1,25×, как в американском формате «Ультра Панавижн 70» (англ. Ultra Panavision 70). Изображение с соотношением сторон 2,75:1 снималось на 70-мм негатив с последующим разделением на три части при помощи оптической печати на три 35-мм киноплёнки. Негатив «Кинопанорамы-70» аналогичен системе «Ультра Синерама» и отснятые в этой системе фильмы могли печататься на одной 70-мм киноплёнке с потерей частей изображения справа и слева.